# Космос-1594
Космос-1594 је један од преко 2400 совјетских вјештачких сателита лансираних у оквиру програма Космос.
Космос-1594 је лансиран са космодрома Тјуратам, Бајконур, СССР, 4. септембра 1984. Ракета-носач Протон је поставила сателит у орбиту око планете Земље. Маса сателита при лансирању је износила 700 килограма. Космос-1594 је био навигациони сателит.